# René Hasler
Pour les articles homonymes, voir Hasler (homonymie).
Pour les articles homonymes, voir Hasler.
René Hasler est un joueur de football suisse né le 18 juin 1948 à Lucerne.

## Biographie

### En club
- 1969-1971 : FC Zurich
- 1971-1976 : FC Bâle
- 1976-1979 : Neuchâtel Xamax FC
- 1979-1983 : FC Bâle

### En sélection
- 25 sélections
- Première sélection : Suisse-Italie 0-0, le 21 octobre 1972 à Berne
- Dernière sélection : Suisse-Espagne  1-2, le 21 septembre 1977 à Berne

## Palmarès
- Champion suisse en 1972 avec FC Bâle
- Champion suisse en 1973 avec FC Bâle
- Champion suisse en 1980 avec FC Bâle
- Coupe de Suisse en 1970 avec FC Zurich
- Coupe de Suisse en 1975 avec FC Bâle